# Campos del Paraíso
Campos del Paraíso è un comune spagnolo di 845 abitanti situato nella comunità autonoma di Castiglia-La Mancia.
Si tratta di un comune sparso costituito dalle seguenti località: Carrascosa del Campo (sede comunale), Valparaíso de Arriba, Valparaíso de Abajo, Loranca del Campo e Olmedilla del Campo.